# هواپیمایی عراق

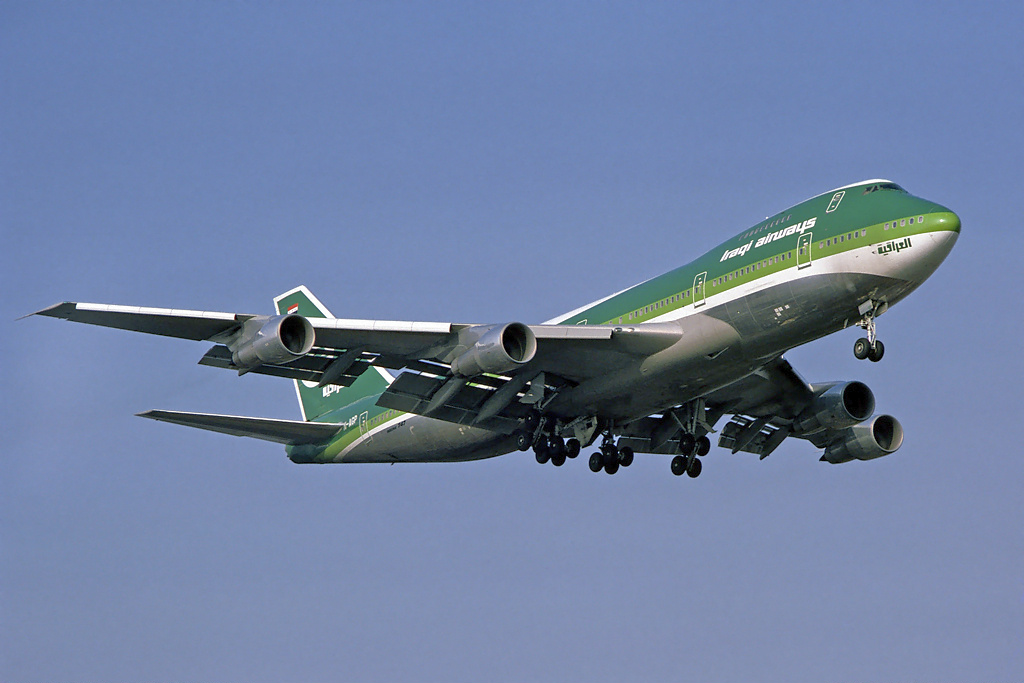
هواپیمای بوئینگ ۷۴۷ متعلق به هواپیمایی عراق

هواپیمایی عراق (به عربی: الخطوط الجوية العراقية) شرکت هواپیمایی حامل پرچم عراق است، که در سال ۱۹۴۵ م راه‌اندازی شد و در حال حاضر روزانه به ۳۰ مقصد، در خاورمیانه، آفریقا و اروپا پروازهای مستقیم دارد.
دفتر مرکزی شرکت هواپیمایی عراق در شهر بغداد قرار دارد و فرودگاه بین‌المللی بغداد، فرودگاه بین‌المللی نجف، فرودگاه بین‌المللی بصره و فرودگاه بین‌المللی اربیل، قطب‌های این شرکت هواپیمایی به‌شمار می‌آیند.
شرکت هواپیمایی عراق در حال حاضر در ناوگان هوایی خود دارای ۳۲ فروند هواپیمای جت مسافربری می‌باشد. دولت عراق مالکیت این شرکت را در اختیار دارد.

## ناوگان
ناوگان فعلی
ناوگان فعلی هواپیمایی عراق به شرح زیر است:
| هواپیما              | تعداد | ظرفیت صندلی | توضیحات |
| -------------------- | ----- | ----------- | ------- |
| ایرباس ای۲۲۰-۳۰۰     | ۵     | ۱۳۲         |         |
| ایرباس ای۳۲۰-۲۰۰     | ۳     | ۱۳۲         |         |
| ایرباس ای۳۲۱-۲۰۰     | ۲     | ۱۳۲         |         |
| ایرباس ای۳۳۰-۲۰۰     | ۱     | ۲۸۸         |         |
| بوئینگ ۷۳۷-۷۰۰       | ۱     | ۱۶۲         |         |
| بوئینگ ۷۳۷-۸۰۰       | ۱۳    | ۱۶۲         |         |
| بوئینگ ۷۳۷ مکس       | ۶     | ۱۶۲         |         |
| بوئینگ ۷۷۷-۲۰۰       | ۱     | ۲۸۸         |         |
| بوئینگ ۷۸۷-۸         | ۲     | ۲۸۸         |         |
| بمباردیر سی آر جی۹۰۰ | ۶     | ۹۰          |         |
| مجموع                | ۴۱    |             |         |

ناوگان قبلی
ناوگان قبلی هواپیمایی عراق به شرح زیر است:
| هواپیما            | بازنشستگی    | توضیحات                                                     |
| ------------------ | ------------ | ----------------------------------------------------------- |
| ایرباس ای۳۰۰-۶۰۰اف | سپتامبر ۱۹۹۱ | اجاره شده از هواپیمایی کویت                                 |
| ایرباس ای۳۱۰-۲۰۰   | ژانویه ۱۹۹۵  |                                                             |
| بوئینگ ۷۲۰         | نوامبر ۱۹۷۴  |                                                             |
| بوئینگ ۷۳۷-۲۰۰     | ژوئن ۲۰۰۷    |                                                             |
| بوئینگ ۷۳۷-۳۰۰     | فوریه ۲۰۱۲   |                                                             |
| بوئینگ ۷۳۷-۴۰۰     | فوریه ۲۰۱۳   |                                                             |
| بوئینگ ۷۴۷-۲۰۰     | ۲۰۰۷         | یک فروند به نیروی هوایی ارتش جمهوری اسلامی ایران فروخته شد. |
| بوئینگ ۷۴۷-۴۰۰     | اکتبر ۲۰۲۲   |                                                             |
| بوئینگ ۷۴۷اس پی    | ؟            |                                                             |
| بوئینگ ۷۶۷-۲۰۰     | ژوئن ۲۰۰۷    |                                                             |
| بوئینگ ۷۶۷-۳۰۰     | سپتامبر ۲۰۱۸ |                                                             |